# War Rock
War Rock è uno sparatutto in prima persona, scaricabile da internet gratuitamente (e da dicembre 2018 su Steam), anche se si può acquistare una versione commerciale. Quest'ultima permette l'accesso a equipaggiamenti e armi usufruibili solo dagli utenti paganti (Premium). La versione beta si concluse nel 31 gennaio del 2007 e il gioco entrò in commercio il 6 febbraio dello stesso anno. La peculiarità del gioco è che ha bisogno di bassi requisiti di sistema per funzionare correttamente, al contrario di altri giochi dello stesso genere, senza contare che è un gioco "non completo", ossia vengono aggiunti in continuazione (ogni mese, generalmente) nuovi oggetti, nuove armi, nuove mappe e molto altro.
La versione Internazionale era in contrasto con quella originale coreana, infatti fu censurato il sangue che si deposita a terra quando viene ferito o colpito un avversario. K2 Network decise questo cambiamento per aumentare il target dei consumatori, in quanto per i canoni ESRB non sarebbe stato un gioco di tipo T, ossia anche per gli adolescenti (Teen), bensì un M, per maggiorenni (Mature).

## Trama
Il gioco è ambientato fra il XX e il XXI secolo, nella regione fittizia del Derbaran, che si trova vicino alla Russia, Iran e Uzbekistan. L'esercito regolare della regione, il Derbaran Military, fronteggia le forze del N.I.U. (National Independence Union, Unione per l'Indipendenza Nazionale), il cui comandante, il Generale Karmali, ex eroe di guerra, ritiene che il Presidente Zaripov, della Repubblica del Derbaran, sia stato eletto tramite brogli politici. Presto però si vengono a sapere che i motivi della guerra non sono semplicemente "per la libertà", ma una faccenda ben più complessa. I due eserciti si affrontano in campi di battaglia sempre diversi, dal deserto assolato alle pianure nevose, dal piccolo centro abitato alla grande città. Tuttavia la storia non è completa. Il gioco è strutturato "a capitoli", che mano a mano proseguono. È possibile leggere i vari capitoli sul sito ufficiale di WarRock, alla voce "Story", dal menu "Features", alla quale seguirà il racconto, suddiviso in pagine, con anche diverse illustrazioni degli eventi accaduti nel mondo di WarRock.

## Modalità di gioco
Si possono scegliere diverse modalità di gioco:
- Close Quarters Combat, Modalità Explosive: Meglio conosciuta con l'acronimo CQC (Ma anche CQB), la modalità Close Quarters (Explosive) è la più veloce e competitiva modalità di gioco, inoltre la più utilizzata fra tutte quelle proposte da WarRock. L'obiettivo è differente a seconda della fazione che si seleziona. L'esercito del Derbaran deve occuparsi di distruggere un punto designato della fazione N.I.U., che, a sua volta, deve proteggerlo a tutti i costi. Per piazzare una carica di C4 (WarRock Bingo!) è necessario recarsi sul posto ed attendere diversi secondi prima di poter innescare la bomba. Dopo l'innesco i N.I.U. hanno a disposizione un kit per artificieri, generalmente un kit di semplici pinzette, che serve a disinnescare la bomba (anche questa operazione richiede diversi secondi). È possibile anche acquistare la "Pipe Wrench", che consente di disinnescare la bomba in minor tempo. Nel caso una delle due squadre dovesse essere eliminata, la missione viene considerata conclusa. Unica eccezione è quando i Derbaran vengono eliminati ma la bomba è stata innescata. In questo caso la partita si conclude solo se i N.I.U. riescono a disattivare il C4 prima che il timer scenda a zero. In caso contrario, i Derbaran vincono nonostante siano stati eliminati. Questa modalità consente la partecipazione da 8 a 16 giocatori e da un minimo di un round ad un massimo di 9 round consecutivi.
- Close Quarters Combat, Free For All (FFA): Probabilmente la modalità di gioco più semplice dell'intero gioco. Non ha niente a che vedere con la storia di WarRock, bisogna semplicemente uccidersi l'un l'altro in mappe da Close Quarters, come se fosse un'arena. In questa modalità le divise militari degli eserciti sono disabilitate, in modo che ognuno abbia una divisa nera predefinita che ricorda molto le operazioni militari urbane. I limiti di questa modalità sono da un minimo di 8 giocatori ad un massimo di 16, mentre i punti variano da 10 a 30.
- Close Quarters Combat, 4vs4, Team DeathMatch: Una modalità di gioco che fonde Urban Operations con Close Quarters Combat. Fu l'ultima modalità di gioco inserita nel WarRock internazionale (anche se tuttavia è presente da molto tempo nelle altre versioni) ed ha avuto un discreto successo tra i giocatori Europei e Statunitensi. Lo scopo del gioco è uccidere gli avversari mandando il loro punteggio a 0. Non ci sono bandiere né veicoli, ma nemmeno ausili come scaffali di munizioni o kit medici; i giocatori dovranno sfruttare completamente le abilità dei personaggi.
- Battle Group, DeathMatch: Questa modalità di gioco è pressoché quella che offre le mappe più grandi e sconfinate del gioco, nonché i veicoli e velivoli più differenti. La meccanica di gioco è identica a quella di Urban Operations, con la differenza che non sono presenti mappe a "Scontro Diretto" e sono disponibili più varietà e quantità di mezzi di trasporto. I limiti di questa modalità sono gli stessi della modalità Urban, con la differenza che il tetto massimo di giocatori partecipanti sale a 32, anche se è sconsigliatissimo partecipare con troppa gente. Da un recente aggiornamento la modalità Urban Ops è stata unita alla modalità Battle Group.
- Battle Group, Conquest: La modalità Conquista di WarRock è veramente molto sottovalutata ed inutilizzata. Le mappe utilizzabili sono sia quelle di Urban Operations (le mappe con i punti intermedi) sia quelle di Battle Group. Lo scopo del gioco è conquistare ogni bandiera presente sul territorio, anche quella principale (che di norma non è conquistabile). Generalmente si ha un periodo di attesa di 300 secondi prima di poter conquistare la base principale dell'avversario. I punti uccisione ci sono, ma non possono essere modificati. Hanno come valore 999 e, se una fazione possiede più bandiere rispetto all'altra, il nemico perde punti costantemente. Chi arriva a 0 perde, ma è molto difficile che durante una partita Conquest si arrivi ad esaurire i punti prima della conquista di tutte le bandiere.
- Siege War Una mappa particolare che rientra nelle Battle Groups, e che si differenzia dalle altre perché non è una semplice arena a squadre ma ogni fazione segue un preciso piano di combattimento; la mappa rappresenta una fortezza del N.I.U. con all'interno tre ICBM, lo scopo dei giocatori del Derbaran è quello di entrare nella fortezza distruggendo i cancelli principali usando una vasta gamma di veicoli, eliminare i generatori elettrici, e infine fermare il lancio degli ICBM, il N.I.U. deve ovviamente impedire che ciò accada
- Siege War 2 Una mappa particolare che rientra nelle Battle Groups, e che si differenzia dalle altre perché non è una semplice arena a squadre ma ogni fazione segue un preciso piano di combattimento.
- Close Quartier Combat "Knife" Questa modalità si gioca sulle mappe Cqc, ma si differenzia per il fatto che le armi da fuoco non sono usate e si combatte solo con armi bianche (Pugni e Coltelli), ciò rende completamente inutile il ruolo del Cecchino
- Zombie Survival Mode I giocatori combattono in una singola squadra di massimo 4 elementi contro 21 ondate di Zombie controllati dall'IA. Non c'è respawn e la partita dura finché non perdono tutti i partecipanti.
- AI Defense Mode Si ricollega alla Zombie Survival Mode. In questa modalità una squadra di 4 giocatori dovrà difendere un contenitore situato al centro di un porto contro 21 orde di nemici controllati dall'IA.
- Time Attack Un'altra modalità zombie dove una squadra di massimo 4 giocatori deve affrontare una moltitudine di zombie compiendo varie missioni, 3 in modalità facile e 4 in quella difficile. Si hanno un massimo di 5 vite nella modalità facile e 3 in quella difficile.
- Escape In questa modalità AI i giocatori sono divisi in due squadre per un massimo di 16 giocatori ognuna, una squadra giocherà con armi e personaggi normali mentre l'altra "vestita" da zombie, la prima dovrà mettere in salvo un vaccino attraverso gli ostacoli della mappa.

Il sistema di crescita di livello (da 1 a 100) è basato sull'esperienza data dall'uccisione dei nemici, dalla conquista di bandiere, dall'innesco/disinnesco di C4 e dalla vittoria della partita.

## Classi
- Ingegnere da Campo (Engineer): L'abilità principale dell'Ingegnere è quella di poter riparare i veicoli senza bisogno di fermarsi alle stazioni di riparazione, fra l'altro non sempre presenti nella mappa. È dotato di una chiave inglese standard, ma è possibile comprare un kit aggiornato con cui l'Ingegnere può disattivare più facilmente anche i C4 posizionati nelle mappe Explosive. Altre abilità dell'Ingegnere, riservate solo agli utenti Premium, sono quelle di trasportare delle cassette porta munizioni e sono stati introdotti anche due PX Items che permettono all'Ingegnere di depositare delle mine antiuomo M14 o delle mine antiuomo Claymore, attivabili a distanza con un telecomando.
- Medico da Campo (Medic): Il medico è l'unico personaggio femminile del gioco. Ha l'ovvia capacità di curare sé stessa e i propri compagni con l'utilizzo di un particolare siero non meglio dettagliato di colore rosso. Per i possessori di Retail è disponibile anche un Kit medico aggiornato, con un siero di colore blu, definito più raro rispetto al liquido standard, quindi riservato solo all'élite medica (anche se, con il passaggio alla Nexon Europe questo secondo siero è di base nell'ottavo slot). È invece disponibile per tutti gli utenti Premium un pacchetto da 4 Kit medici portatili in cassetta da pronto soccorso, depositabili a terra, che permettono di recuperare il 50% degli HP. Curando i feriti più gravi con il kit medico normale, si guadagnano più punti, mentre si guadagnano gli stessi punti utilizzando il kit di pronto soccorso, indipendentemente dalle ferite del compagno.
- Cecchino (Sniper): Un'altra classe molto utilizzata su WarRock. Ha a disposizione un fucile da cecchino letale nelle distanze. Il punto forte del cecchino è il tiro lungo, a scapito dell'incontro ravvicinato, nel quale è piuttosto scarso di difese. Generalmente i cecchini di WarRock sono unità anti fanteria, ma con i recenti aggiornamenti è stato introdotto il Barrett M82A1, con il quale è possibile sia eliminare la fanteria che veicoli leggeri ed elicotteri. La particolarità di questo fucile e dell'AW50F è che possono attraversare la corazza dei mezzi, eliminando l'equipaggio senza dover per forza distruggere il veicolo stesso.
- Incursore (Assault): L'unità militare più utilizzata del gioco. L'incursore utilizza armamenti standard come fucili automatici o mitragliatrici pesanti, mentre non può utilizzare carabine o SMG. Non ha particolari abilità, è piuttosto versatile e dispone di due granate a frammentazione K400.
- Esperto in Armamenti Pesanti (Heavy Trooper): Questa unità utilizza come armamenti un arsenale di lanciarazzi, lanciagranate, mitragliatrici a nastro e mine anticarro. Probabilmente l'unità militare con il più alto potenziale di fuoco di tutte, anche se dispone generalmente di poche munizioni. Viene utilizzata spesso in Battle Group e in modalità AI per fronteggiare le avanzate di veicoli e l'assedio degli elicotteri sulle postazioni strategiche nonché uccidere una moltitudine di zombie con un colpo di lancia razzi. Le unità più esperte, tuttavia, sanno utilizzare al meglio questa classe anche nelle modalità di Close Quarters. Una grave pecca dell'Heavy Trooper è l'irreale danno alla fanteria; un colpo di Panzerfaust 3, ad esempio, non uccide un avversario a piedi nemmeno se colpito in pieno petto. Il "One-Shot-One-Kill" avviene solo utilizzando l'RPG-7, ma solamente se il razzo colpisce pienamente l'avversario, il che richiede una abilità non indifferente.

## Critiche
L'uscita della versione internazionale non fu un successo, anche per quanto riguarda il punteggio dato da autorevoli siti. Per esempio IGN diede a War Rock un 5.9 su 10, definendolo un "gioco modesto" che soffre di una grafica imperfetta e di un "lag" (latenza, ritardo) capace di diminuire il divertimento. GameSpot gli diede un 5.5, criticando la scarsa fattura del gioco e il fatto che usare monete del mondo reale permettesse di avere equipaggiamenti migliori.